# Replay (Tamta-dal)
A Replay (magyarul: Visszajátszás) Tamta görög énekesnő dala, amellyel Ciprust képviselte a 2019-es Eurovíziós Dalfesztiválon, Tel-Avivban.
Az előadót a ciprusi közszolgálati televízió, a CyBC kérte fel a szereplésre. A dalt a görög-svéd zenész Alex P. írta Geraldo Sandell, Viktor Svensson, Kristoffer “Bonn” Fogelmark és Albin Nedler segítségével.

## Eurovíziós Dalfesztivál
A dalt az Eurovíziós Dalfesztiválon először a május 14-i első elődöntőben adták elő a fellépési sorrendben elsőként, a montenegrói D-Mol együttes Heaven című dala előtt. Innen 149 ponttal a kilencedik helyen jutott tovább a döntőbe.
A május 18-i döntőben a fellépési sorrendben tizenegyedikként adták elő, a szlovén Zala Kralj & Gašper Šantl Sebi című dala után és az holland Duncan Laurence Arcade című dala előtt. A szavazás során összesen 109 pontot szerzett, Görögország zsűrijétől és közönségétől, illetve Grúzia nézőitől begyűjtve a maximális 12 pontot. Ez a tizenharmadik helyet jelentette a huszonhat fős mezőnyben.
Tamta közepesen jó helyezése ellenére a dal Görögországban erős kritikát kapott, és az egyik legrosszabb Eurovíziós döntős dalként tartják számon.

## Slágerlistás helyezések
| Slágerlista (2019)                     | Legjobb helyezés |
| -------------------------------------- | ---------------- |
| Belgium (Ultratip Wallonia)            | 8.               |
| Észtország (Eesti Tipp-40)             | 27.              |
| Görögország (Digital Single Chart)     | 2.               |
| Svédország (Sverigetopplistan)         | 72.              |
| Egyesült Királyság (UK Download Chart) | 87.              |

## Külső hivatkozások
- Dalszöveg (angol nyelven)
- A dal videoklippje. YouTube-videó, Eurovision Song Contest, 2019. március 11.
- A dal előadása az Eurovíziós Dalfesztivál első elődöntőjében. YouTube-videó, Eurovision Song Contest, 2019. május 14.
- A dal előadása az Eurovíziós Dalfesztivál döntőjében. YouTube-videó, Eurovision Song Contest, 2019. május 18.